# Arroz de bacalhau
O arroz de bacalhau, também conhecido como arroz com bacalhau e verduras, é um prato típico da gastronomia catalã. É composto de arroz, bacalhau desfiado e um refogado com verduras. As mais comuns são as alcachofras, a couve-flor, as ervilhas e os pimentos verdes ou vermelhos. É também habitual a adição do alho e a decoração do prato com salsa bem picada. Por ser tradicionalmente elaborado durante a quaresma, era denominado arròs de quaresma.
O prato, de origem humilde, é elaborado com verduras da época. Uma outra variedade deste prato, mais humilde, é elaborada com pele de bacalhau, que é frita ou torrada de modo a ficar crocante.